# Gimnasio (Antigua Grecia)
En la Antigua Grecia, el gimnasio (γυμνάσιον) era una institución dedicada a la instrucción física y espiritual. También funcionaba como una instalación de entrenamiento para competidores en juegos públicos. Era asimismo un lugar para socializar y encontrar grupos con los cuales se compartieran ideas. El nombre proviene del griego gymnos, que significa desnudez. Los atletas competían desnudos, una práctica para dar mayor realce a la belleza de la figura masculina y femenina, además de como tributo a los dioses. Algunos tiranos temieron que las instalaciones del gimnasio se volvieran un lugar de pederastia entre aquellos que acudían a él. La gimnasia y la palestra estaban bajo la protección de Heracles, Hermes y, en Atenas, de Teseo.

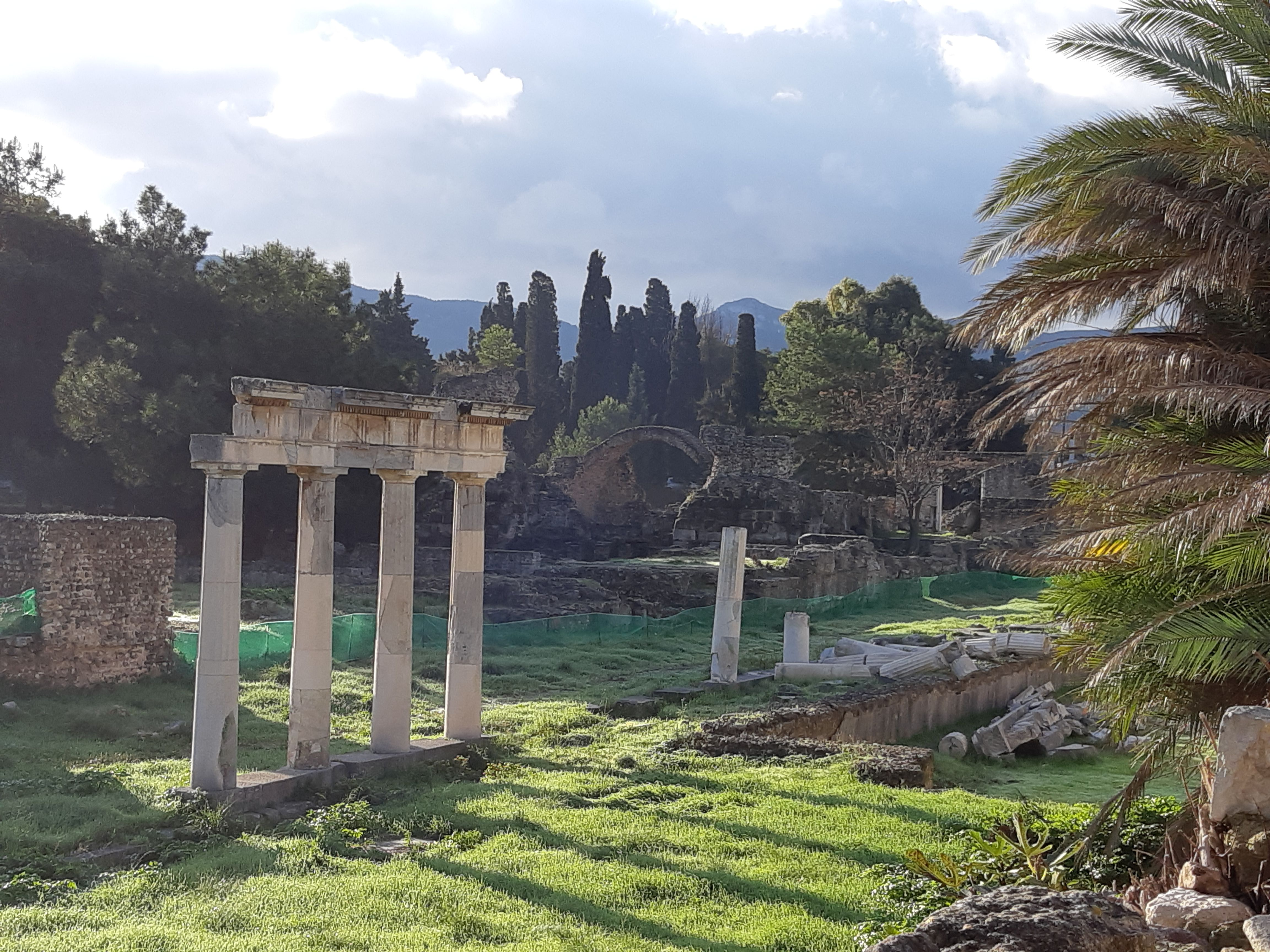
Ruinas del gimnasio de Cos.

## Etimología de gimnasio
Gimnasium es una palabra latina derivada del vocablo griego original gymnasion. Gymnasion deriva del griego común gymnos (γυμνός), que significa desnudez y está relacionado con el verbo gymnazein, cuyo significado especial era "hacer ejercicio físico". Este verbo poseía ese significado debido a que el ejercicio se realizaba sin ropa. Históricamente el gimnasio era usado para el ejercicio, baño comunal, así como centro de estudios y punto de reunión para filósofos. En español, el sustantivo gimnasta es una deformación del griego gymnastēs, que originalmente significaba entrenador.

## Organización de la gimnasia en la Antigua Grecia
El gimnasio era una institución pública (y una escuela privada) donde niños y jóvenes recibían entrenamiento en ejercicios físicos. Su organización y construcción estaban diseñadas para cubrir esa necesidad, aunque el gimnasio era usado también para otros fines.
Algunos de los ejercicios que se efectuaban en el gimnasio eran: carrera, lanzamiento de disco, salto de longitud, lucha, pancracio y pugilato.

## Orígenes, reglas y asistentes

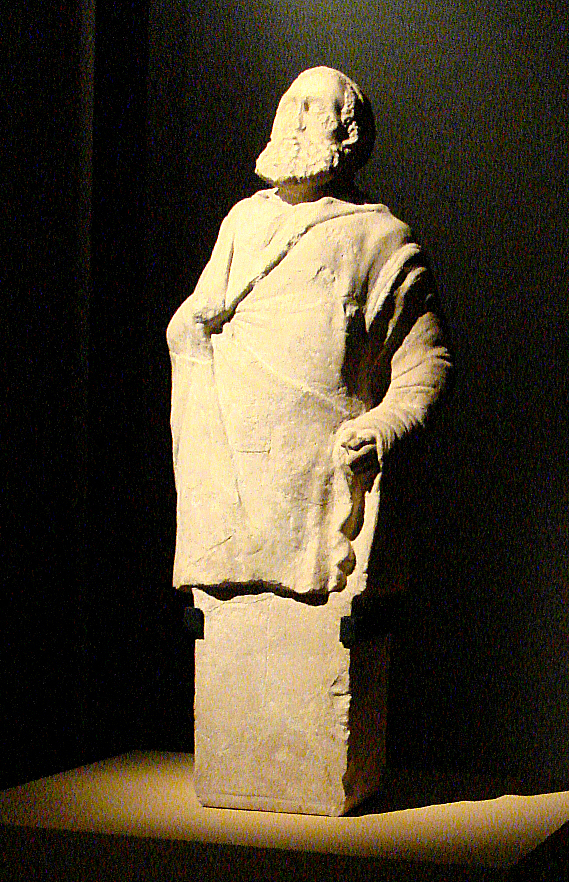
Una figura hermáica de un anciano con una barra larga en la mano derecha. Podría representar a un entrenador del gimnasio.

Las pruebas atléticas, para cuya instrucción estaba destinado el gimnasio, formaban parte de las costumbres sociales y espirituales de los griegos desde muchos siglos atrás. Las pruebas se realizaban en honor de sus héroes y dioses, formando algunas veces parte de un festival periódico (como los Juegos Olímpicos) o de un ritual fúnebre. 
La agitada vida de los griegos libres (que se empleaba en actividades al aire libre) los impulsaba a competir en estas justas, que fueron un elemento importante en la cultura de Grecia. El campeón en las competencias deportivas en honor a un dios, aunque no era premiado con un trofeo material, era recompensado con el honor y respeto de sus conciudadanos. El entrenamiento para las competencias mayores incumbía a todo el público, así que se diseñaban edificios especiales para ese uso. La victoria en los juegos religiosos grandes contaba como un triunfo para toda la ciudad estado.
La protección de los gimnasios atenienses estaba conferida a Teseo. Solón creó un importante número de leyes con ese tema, que se limitaban a la regulación de los recintos en tiempos de Clístenes (entre los años 400 a. C. y 500 a. C. La práctica del ejercicio en la desnudez tuvo sus comienzos en el siglo VII a. C. Se cree que la costumbre empezó en Esparta y fue debido a la erotización de la anatomía masculina. El mismo propósito se atribuye a la tradición de aceitarse el cuerpo, una costumbre bastante costosa para el gimnasio (y en la que se invertía la mayor parte de los fondos que se invertían en él). 
La fascinación por la estructura corporal masculina, reflejada en las costumbres citadas, se vincula con la introducción de la pederastía como institución. Este complejo atletismo-pederastía tuvo sus comienzos en las tradiciones de Esparta, en los albores del siglo VII a. C. y rápidamente se dispersó por todas las ciudades-estado. 

### Organización en Atenas
En un principio, el gimnasio sólo consistía en un terreno cercado o cerrado, cuyo interior se dividía en zonas para los diferentes ejercicios. Así era el antiguo de Penelisis según lo describe Pausanias, constituyendo por su forma una sencilla ágora.
A medida que la arquitectura se desarrollaba, se transformaron dichos locales. Se construyeron con elegancia, las puertas y paredes se cubrieron de pinturas y entonces comenzaron a servir, además de para los ejercicios corporales, para los intelectuales, pues allí se reunían los filósofos, retóricos y literatos citando a sus discípulos y dándoles conferencias sobre temas literarios y científicos. Comprendían los gimnasios salas cubiertas, paseos en sombra, pórticos columnados, baños y cuanto el refinamiento del gusto podía exigir para aquella concurrencia. 
Todas las ciudades de Grecia de alguna importancia tenían su gimnasio situado a las afueras y junto a algún bosque por lo general. Atenas poseía tres gimnasios:
- La Academia, que en su origen fue un terreno pantanoso del Cerámico;
- El Liceo, al que se llegaba después de atravesar el río Iliso;
- El Cinosargo, situado en la colina de igual nombre.

En Atenas, diez gimnasiarcas eran reconocidos anualmente, uno de cada familia. Estos funcionarios se alternaban en una serie de trabajos, siendo los responsables de entrenar a individuos para las competencias, coordinar los juegos en Atenas, motivar moralmente a los atletas y decorar y dar mantenimiento al gimnasio. El ser un gimnasiarca era un servicio público de bastante reconocimiento de la comunidad.
Los paedotribae (pedotribas) y los gymnastae eran los responsables de enseñar los métodos de técnica en varios ejercicios, así como de elegir los ejercicios adecuados conforme a la edad. Los gymnastae también eran responsables de monitorear a los pupilos y suministrar remedios si estos no se sentían bien. Los aleiptae aceitaban el cuerpo de los jóvenes, actuaban como sus médicos y administraban todos los medicamentos prescritos.

### Edificación
Los gimnasios eran amplios espacios arquitectónicos distribuidos en zonas específicas para cada tipo de ejercicio. Estaban compuestos comúnmente por exedras, pórticos y variadas dependencias, como una palestra, baños públicos y zonas para practicar con clima adverso. Los gimnasios de Atenas fueron construidos fuera de los muros de la ciudad en virtud de la gran cantidad de espacio requerido para ellos.
En la época clásica, los gimnasios podían contar con las siguientes dependencias:
- pórticos sencillos que rodeaban todo el edificio; solían ser dobles en la parte meridional para mejor protegerse del sol y la lluvia;
- exedras columnadas; podían estar en los pórticos y haber una mayor en el pórtico principal

y varias estancias menores (oikoi, akroatéria), tales como:
- el epistasion o sala de vigilantes,
- el apodytérion o vestuario,
- el loutrón o sala para lavarse,
- el konisteion y el alipterion, donde se embadurnaban el cuerpo con polvos, aceites o esencias,
- el sphairisterion, donde se practicaba el juego de pelota y el pugilismo,
- el korykeion, para entrenarse con un pesado saco de arena,
- el pyraterion, para el baño con agua caliente y vapor,
- el propnigeion, sala para calentar el agua,
- el xustós, pista cubierta, pórticos bajo los cuales los atletas se ejercitaban en invierno,
- la paradromis, o pista descubierta;

y otras zonas, como:
- la palestra propiamente dicha, en donde se ejercitaban en la lucha y el pugilato,
- grandes alamedas con terreno natural para las carreras,
- el gramateo o lugar en donde se conservaban los archivos atléticos,
- el efebo, adonde los jóvenes iban por la mañana para ejercitarse al abrigo de las miradas del público.

## Desarrollo histórico y aportaciones culturales

### Desarrollo histórico
Los gimnasios de la antigüedad griega pronto se transformaron en más que espacios donde se realizaban ejercicios. Este desarrollo se dio por la estrecha relación que los griegos establecían entre el atletismo, la educación y la salud. El entrenamiento físico y la conservación de la salud y la fuerza eran partes sustanciales de la educación de los infantes. Salvo el tiempo dedicado a las letras y la música, la instrucción de los niños se daba mayormente en el gimnasio, donde también se les inculcaban bases de moral y ética. Los filósofos y los sofistas frecuentemente sostenían discusiones y daban discursos en estos recintos. 
Platón consideraba los ejercicios realizados en los gimnasios como parte importante de la educación (véase La República de Platón).
Hay textos médicos de la época que prescribían ejercicios especiales para padecimientos específicos. Hoy en día, esto también ocurre en la práctica médica, donde el ejercicio es recomendado por los galenos.